# Essirat
Essirat ist eine osttimoresische Aldeia im Suco Ulmera (Verwaltungsamt Bazartete, Gemeinde Liquiçá). 2015 lebten in der Aldeia 117 Menschen.

## Geographie und Einrichtungen
Essirat liegt im Zentrum des Sucos Ulmera und besteht hauptsächlich aus einen Bergrücken, der von Südwest nach Nordost verläuft. In der Regenzeit entstehen an den beiden Flanken des Berges kleine Flüsse und fließen nach Nordosten ab. Westlich liegt die Aldeia Fatubesilolo, nördlich die Aldeias Neran und Mane-Mori nordöstlich die Aldeia Tetsari, östlich die Aldeia Mane-Muno und südwestlich die Aldeia Ermeta.
Im Süden, wo die Überlandstraße von Tetsari nach Fatuneso verläuft, befindet sich der Ort Gamanuhati mit der gleichnamigen Grundschule. Westlich Gamanuhati liegt das Ende des Hauptbergrückens, der hier auf einen Höhenzug trifft, der sich weiter nach Osten ausdehnt. Hier befindet sich der Gipfel des Foho Claria (815 m). Auf dem Berg liegt die kleine Siedlung Claria.  In der Nordspitze von Essirat reicht das Dorf Neran hinein.

## Politik
2023 wurde Alberto Goncalves zum Chefe de Aldeia gewählt.